# Zoblazo
 (juillet 2025).
Si vous disposez d'ouvrages ou d'articles de référence ou si vous connaissez des sites web de qualité traitant du thème abordé ici, merci de compléter l'article en donnant les références utiles à sa vérifiabilité et en les liant à la section « Notes et références ».
Le Zoblazo (la « danse des mouchoirs blancs ») est un style musical originaire d'Abidjan, en Côte d'Ivoire, créé au début des années 1990 par Freddy Meiway. C'est une musique de danse populaire cosmopolite avec un rythme up-tempo simple et rapide. L'instrumentation de haute technologie contient un mélange de rythmes de danses traditionnelles du sud de la Côte d'Ivoire.
Le représentant le plus connu du Zoblazo est Meiway, qui a sorti une série de disques de Zoblazo à partir de 1989 avec le disque « Ayibebou » avec son groupe Zo Gang. Originaire du peuple NZema de Grand Bassam, Meiway intégrait des rythmes folkloriques ivoiriens et ghanéens qui se dansait avec un mouchoir blanc. Dès son deuxième album, sorti en 1990 et intitulé « 200 % Zoblazo », Meiway est devenu le deuxième musicien ivoirien et NZema le plus connu après Alpha Blondy, et a sorti régulièrement des disques, le plus récent, « Illimitic », sorti en 2016.